# 11
11 је била проста година.

## Догађаји
- Тиберије у свом походу стиже до реке Рајне. Ојачао је рајнску линију, прешао Рајну и почео опрезно да напредује дуж територије савремене Немачке, али се убрзо повукао.
- Издат је декрет о забрани прорицања судбине широм царства, посебно астрологије. Наредба захтева да се било какве консултације између клијента и практичара обављају у присуству најмање једног сведока и забрањује истрагу о нечијој смрти.